# Rundbogenstil

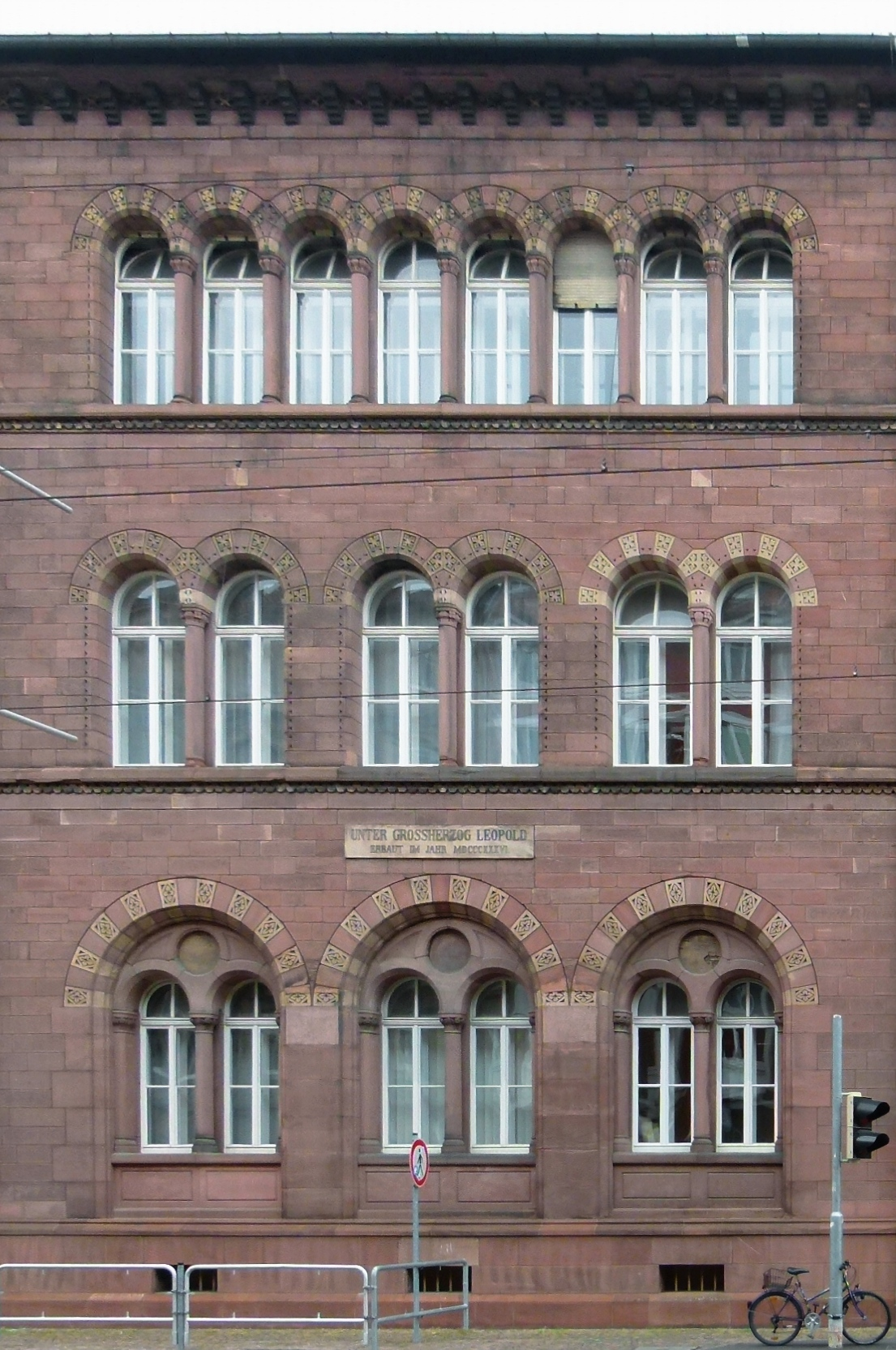
Détail d'un bâtiment de l'Institut de technologie de Karlsruhe construit en 1833-1835.

Le Rundbogenstil (style arc en plein cintre) est un style architectural historisant, apparu au dix-neuvième siècle dans l’Empire allemand.

## Principes
Ce style architectural est le fruit des recherches d’architectes allemands, en quête d’un style national représentatif,. Apparu en Allemagne au dix-neuvième siècle, en réaction au style néo-gothique, il se développe dans tous les pays germanophones ou sous influence germanique, comme la Grande-bretagne qui adopte ce style sous l'impulsion de Ludwig Gruner. Il cherche à allier la noble simplicité du néoroman à la calme grandeur du style néo-classique, tout en conciliant les impératifs techniques de l'industrialisation naissante et l'émergence d’une forme de rationalisme architectural. Caractéristiques du style, les arcs en plein cintre, d’inspiration romane, sont souvent complétés par des arcatures aveugles. Ce style se distingue du style néoroman rhénan, historiciste, par une interprétation plus libre et plus inventive des références architecturales.

## Réalisations architecturales
Le Rundbogenstil a été utilisé pour un certain nombre de gares de chemin de fer, à Karlsruhe, Leipzig, Munich, Metz, Tübingen ou Völklingen. Ce sont généralement les gares de « première génération », construites entre 1835 et 1885. L'ancienne gare de Metz en est un bon exemple, avec celles de Tübingen et de Völklingen. Le Rundbogenstil a également été largement utilisé dans la construction des synagogues, comme à Cassel, dû à Heinrich Hübsch et Albrecht Rosengarten. Des exemples existent aussi aux États-Unis, comme à Madison, dans le Wisconsin.
Le Rundbogenstil a également été utilisé pour l'architecture des casernes, comme à Metz à la Pionier-Kaserne.